# Pigalle

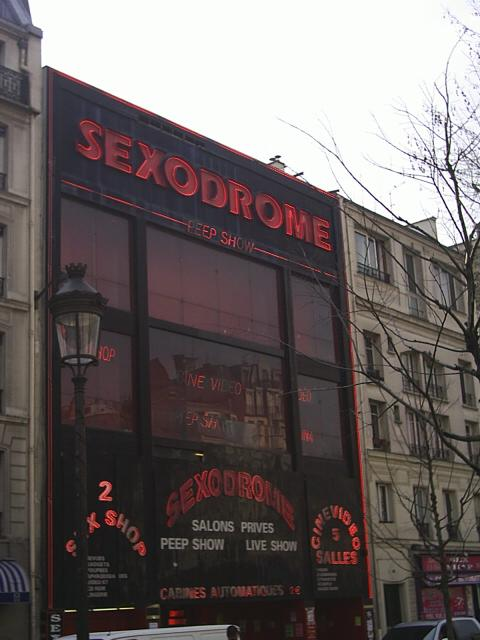
Un tipico edificio in Boulevard de Clichy

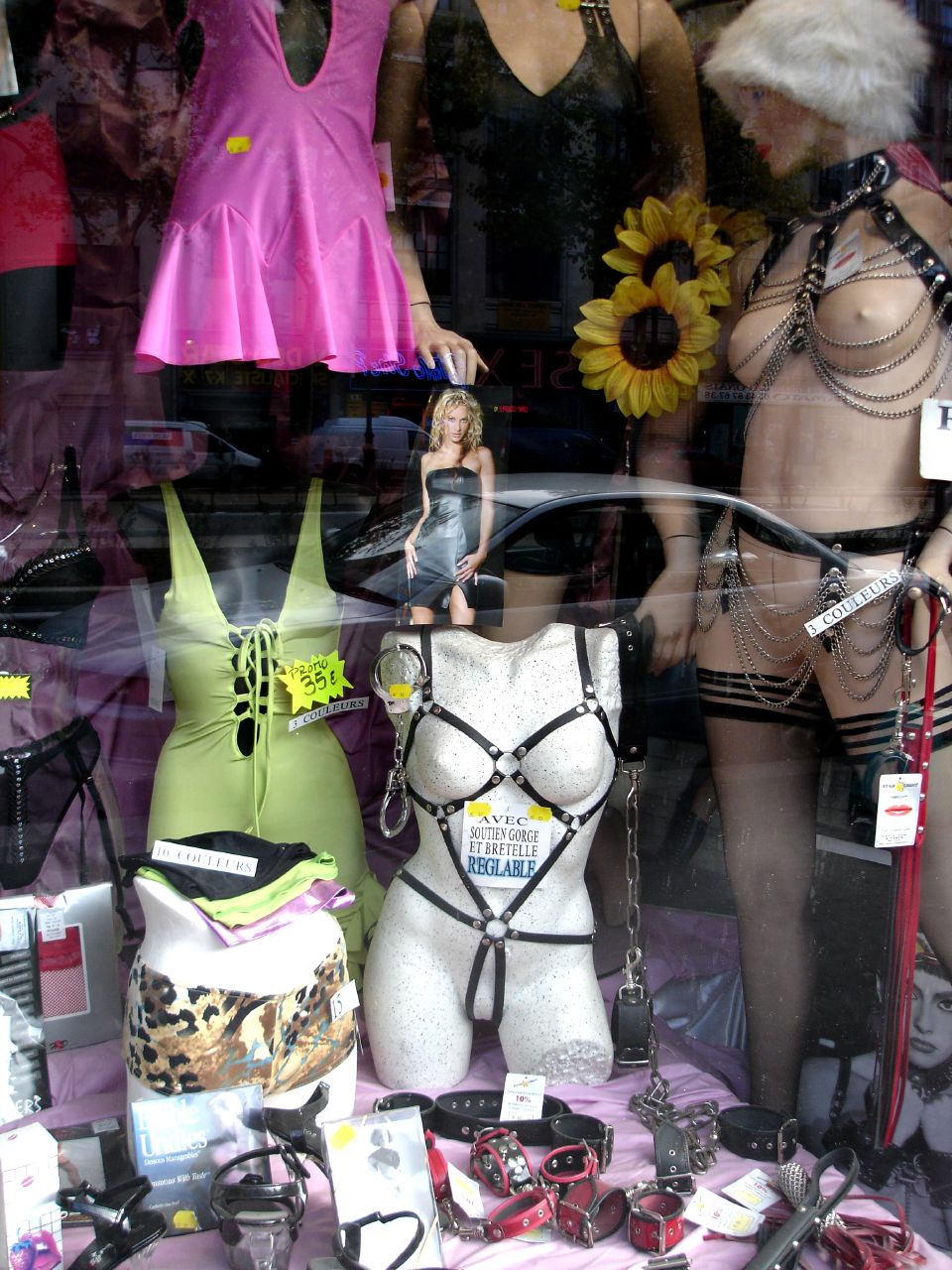
Vetrina di un sexy shop a Pigalle

Pigalle è una zona di Parigi, in Francia, attorno a Place Pigalle, sul confine tra il IX e il XVIII arrondissement, che prende il nome dallo scultore Jean-Baptiste Pigalle (1714-1785). La zona turisticamente è conosciuta per essere il quartiere dei negozi di articoli erotici, ma negli ultimi anni è in atto una trasformazione che sta rendendo il quartiere sempre più alla moda, con negozi biologici, ricercati negozi di specialità alimentari e atelier.
I sexy shop sono concentrati in Place Pigalle e nel viale principale. La reputazione licenziosa del quartiere portò, durante la seconda guerra mondiale, al soprannome Pig Alley ("Vicolo dei maiali", in inglese), da parte dei soldati alleati che vi si recavano in cerca di divertimento.
L'area a sud di Place Pigalle, invece, si sta configurando come uno dei "cuori pulsanti" di Parigi, grazie alla scelta di molte giovani coppie che scelgono di vivere in questo antico quartiere, dove i palazzi nascondono spesso cortili e silenziosi spazi aperti per i bambini. L'atmosfera è vitale e genuina. Famose in questa zona sono Rue des Martyrs, con i suoi caffè, pasticcerie e sale da tè, e Rue de Douai, dedicata alla vendita di strumenti ed equipaggiamento musicale, soprattutto chitarre, batterie e accessori musicali.
Nel quartiere sono presenti il Museo della vita romantica e il Museo Gustave Moreau. In questo quartiere hanno lavorato e vissuto artisti come Toulouse-Lautrec, Pablo Picasso e Maurice Neumont. È possibile vedervi i lavori di Salvador Dalí nel vicino Espace Dalí, a Montmartre.
A Pigalle si trovano anche alcune importanti sale da spettacolo:
- il Divan Du Monde
- il Moulin Rouge

Fu anche sede del teatro Grand Guignol, che chiuse nel 1962, ma la cui struttura è ancora presente. Vi si trova anche il Musée de l'érotisme, la prima esposizione d'arte ed oggettistica erotica d'Europa, fondato nel 1896 e situato al 72 di Boulevard de Clichy.
Pigalle è un posto ben noto ai turisti che vogliono sperimentare la "Parigi di notte". Vi si trovano alcuni dei più famosi cabaret di Parigi (il "Moulin Rouge", ad esempio, venne immortalato da Toulouse-Lautrec e da alcuni film di Hollywood), o altri locali con spettacoli di topless o nudo integrale maschile e femminile. Oltre i numerosi e storici locali a luci rosse, Pigalle ospita una grande concentrazione di esercizi commerciali che vendono materiali per adulti. Molti di questi, esibiscono anche la merce in vetrina. Tra questi, "La Princesse sur le petit pois" (la Principessa sul pisello), il più grande esercizio del mondo, esclusivamente dedicato alla vendita dei vibratori, dildi e falli artificiali, di ogni forma e dimensione.
Place Pigalle e la zona circostante sono raggiungibili con le linee 2 e 12 del Métro e con numerose linee di autobus: 30 e 54 dalla Gare du Nord e Gare de l'est; 67 dal centro della città (Châtelet, Hôtel de Ville). Inoltre, nella piazza si trova il capolinea del Montmartrobus, una linea turistica al servizio della zona di Montmartre.
Nel 1994 venne girato un film intitolato Pigalle, ambientato nel quartiere e con protagonisti Véra Briole e Francis Renauld. Édith Piaf incise un disco intitolato La Rue Pigalle. L'episodio del film Paris je t'aime, diretto da Richard Lagravense e interpretato da Fanny Ardant e Bob Hoskins, è ambientato nelle strade adiacenti Place Pigalle.
Vi è ambientato il romanzo Maigret au Picratt's di Georges Simenon, trasposto sul grande schermo da Mario Landi con Gino Cervi col titolo Maigret a Pigalle.